# Royal Rumble (1995)
Royal Rumble 1995 fue la octava edición del Royal Rumble, un evento pago por visión de lucha libre profesional producido por la World Wrestling Federation (WWF). Tuvo lugar el 22 de enero de 1995 desde el USF Sun Dome en Tampa, Florida.

## Resultados
- Dark match: Buck Quartermaine derrotó a The Brooklyn Brawler
  - Brawler cubrió a Powers tras un "Swinging Neckbreaker".
- Jeff Jarrett (c/The Roadie) derrotó a Razor Ramon ganando el Campeonato Intercontinental de la WWF (18:03).
  - Jarrett cubrió a Ramon con un "Small package".
  - Jarrett ganó en un principio por Cuenta Fuera, pero Ramon acordó recomenzar el combate.
- The Undertaker (c/Paul Bearer) derrotó a Irwin R. Schyster (c/Ted DiBiase) (12:20).
  - Undertaker cubrió a IRS tras una "Chokeslam".
  - Tras el combate, King Kong Bundy atacó a Undertaker mientras IRS huía con la urna de Paul Bearer.
- El Campeón de la WWF Diesel luchó contra Bret Hart concluyendo en empate (27:18).
  - El combate fue declarado en empate después de que continuaran las interferencias de Owen Hart y Bob Backlund para atacar a Bret y las de Shawn Michaels, Jeff Jarrett y The Roadie para atacar a Diesel.
- Bob Holly & The 1-2-3 Kid derrotaron a Tatanka & Bam Bam Bigelow ganando la vacante del Campeonato en Parejas de la WWF (15:45).
  - 1-2-3 Kid cubrió a Bigelow después de que Tatanka, accidentalmente, hizo que Bigelow cayera desde lo alto de las cuerdas.
  - Tras el combate, Bigelow vio a Lawrence Taylor sentado en un lado del ring riéndose de él. Bigelow lo tiró contra el suelo.
  - Este combate fue la final de un torneo por la vacante del título en parejas.
- Shawn Michaels ganó el Royal Rumble 1995 (38:39).
  - Michaels eliminó finalmente a The British Bulldog, ganando la lucha.
  - Michaels se convirtió en el primer luchador en ganar el Royal Rumble entrando en primera posición.
  - En un principio The British Bulldog ganó la lucha, pero debido a que Michaels tocó el suelo con sólo uno de sus pies, este pudo volver al ring a tiempo y eliminarlo mientras lo celebraba.

### Tabla del torneo por el Campeonato en Parejas de la WWF
Pin=conteo de tres; CO=conteo de 10 fuera del ring; DQ=descalificación; DDQ=doble descalificación; Draw=empate
|  | Cuartos de final                                   | Cuartos de final                                   | Cuartos de final          |     |  | Semifinales | Semifinales               | Semifinales               |     |  | Final | Final | Final |  |
|  |                                                    |                                                    |                           |     |  |             |                           |                           |     |  |       |       |       |  |
|  |                                                    |                                                    |                           |     |  |             |                           |                           |     |  |       |       |       |  |
|  | Bam Bam Bigelow & Tatanka                          | Bam Bam Bigelow & Tatanka                          | Pin                       |     |  |             |                           |                           |     |  |       |       |       |  |
|  | Bam Bam Bigelow & Tatanka                          | Bam Bam Bigelow & Tatanka                          | Pin                       |     |  |             |                           |                           |     |  |       |       |       |  |
|  | Men on a Mission (Mabel & Mo)                      |                                                    |                           |     |  |             |                           |                           |     |  |       |       |       |  |
|  |                                                    | Bam Bam Bigelow & Tatanka                          | Bam Bam Bigelow & Tatanka | Pin |  |             |                           |                           |     |  |       |       |       |  |
|  |                                                    |                                                    |                           | Pin |  |             |                           |                           |     |  |       |       |       |  |
|  |                                                    |                                                    | The Headshrinkers         |     |  |             |                           |                           |     |  |       |       |       |  |
|  | The Headshrinkers (Fatu & Sione)                   | The Headshrinkers (Fatu & Sione)                   | Pin                       |     |  |             |                           |                           |     |  |       |       |       |  |
|  | The Headshrinkers (Fatu & Sione)                   | The Headshrinkers (Fatu & Sione)                   | Pin                       |     |  |             |                           |                           |     |  |       |       |       |  |
|  | Owen Hart & Jim Neidhart                           |                                                    |                           |     |  |             |                           |                           |     |  |       |       |       |  |
|  |                                                    |                                                    |                           |     |  |             | Bam Bam Bigelow & Tatanka | Bam Bam Bigelow & Tatanka | Pin |  |       |       |       |  |
|  |                                                    |                                                    |                           |     |  |             |                           |                           | Pin |  |       |       |       |  |
|  |                                                    |                                                    | The 1–2–3 Kid & Bob Holly |     |  |             |                           |                           |     |  |       |       |       |  |
|  | The Heavenly Bodies (Tom Prichard & Jimmy Del Ray) | The Heavenly Bodies (Tom Prichard & Jimmy Del Ray) | Pin                       |     |  |             |                           |                           |     |  |       |       |       |  |
|  | The Heavenly Bodies (Tom Prichard & Jimmy Del Ray) | The Heavenly Bodies (Tom Prichard & Jimmy Del Ray) | Pin                       |     |  |             |                           |                           |     |  |       |       |       |  |
|  | The Bushwhackers (Butch & Luke)                    |                                                    |                           |     |  |             |                           |                           |     |  |       |       |       |  |
|  |                                                    | The Heavenly Bodies                                | The Heavenly Bodies       | Pin |  |             |                           |                           |     |  |       |       |       |  |
|  |                                                    |                                                    |                           | Pin |  |             |                           |                           |     |  |       |       |       |  |
|  |                                                    |                                                    | The 1–2–3 Kid & Bob Holly |     |  |             |                           |                           |     |  |       |       |       |  |
|  | The 1–2–3 Kid & Bob Holly                          | The 1–2–3 Kid & Bob Holly                          | Pin                       |     |  |             |                           |                           |     |  |       |       |       |  |
|  | The 1–2–3 Kid & Bob Holly                          | The 1–2–3 Kid & Bob Holly                          | Pin                       |     |  |             |                           |                           |     |  |       |       |       |  |
|  | Well Dunn (Timothy Well & Steven Dunn)             |                                                    |                           |     |  |             |                           |                           |     |  |       |       |       |  |
|  |                                                    |                                                    |                           |     |  |             |                           |                           |     |  |       |       |       |  |
|  |                                                    |                                                    |                           |     |  |             |                           |                           |     |  |       |       |       |  |

## Royal Rumble entradas y eliminaciones

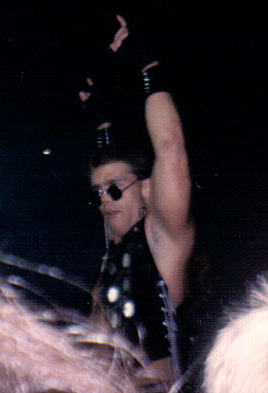
Shawn Michaels, ganador de la Royal Rumble 1995.

Cada superestrella entraba cada 60 segundos.
| Entradas | Entradas            | Eliminado por | Eliminado por    | Tiempo |
| -------- | ------------------- | ------------- | ---------------- | ------ |
| 1        | Shawn Michaels      | -             | Ganador          | 38:41  |
| 2        | The British Bulldog | 29            | Michaels         | 38:41  |
| 3        | Eli Blu             | 9             | Seone            | 10:00  |
| 4        | Duke Droesse        | 3             | Michaels         | 8:13   |
| 5        | Jimmy Del Ray       | 1             | British Bulldog  | 1:25   |
| 6        | Seone               | 10            | Eli Blu          | 6:50   |
| 7        | Tom Prichard        | 6             | Michaels         | 5:30   |
| 8        | Doink the Clown     | 7             | Kwang            | 4:50   |
| 9        | Kwang               | 8             | Seone            | 4:01   |
| 10       | Rick Martel         | 5             | Seone            | 2:29   |
| 11       | Owen Hart           | 2             | British Bulldog  | 0:03   |
| 12       | Timothy Well        | 4             | British Bulldog  | 0:31   |
| 13       | Bushwhacker Luke    | 11            | Michaels         | 0:12   |
| 14       | Jacob Blu           | 12            | Michaels         | 0:17   |
| 15       | King Kong Bundy     | 14            | Mabel            | 3:00   |
| 16       | Mo                  | 13            | Bundy            | 0:03   |
| 17       | Mabel               | 16            | Luger            | 1:58   |
| 18       | Bushwhacker Butch   | 15            | Michaels         | 0:19   |
| 19       | Lex Luger           | 27            | Michaels & Crush | 18:51  |
| 20       | The Mantaur         | 18            | Luger            | 9:33   |
| 21       | Aldo Montoya        | 23            | Michaels         | 13:21  |
| 22       | Henry Godwinn       | 26            | Luger            | 14:40  |
| 23       | Billy Gunn          | 20            | Crush & Murdoch  | 7:25   |
| 24       | Bart Gunn           | 19            | Crush & Murdoch  | 6:19   |
| 25       | Bob Backlund        | 17            | Luger            | 0:16   |
| 26       | Steven Dunn         | 21            | Montoya          | 4:29   |
| 27       | Dick Murdoch        | 25            | Godwinn          | 5:08   |
| 28       | Adam Bomb           | 22            | Crush            | 5:20   |
| 29       | Fatu                | 24            | Crush            | 5:32   |
| 30       | Crush               | 28            | British Bulldog  | 8:51   |

- - Antes de que Hart y Backlund ingresarán al ring, ambos fueron atacados por Bret Hart.

## Otros roles
| Comentaristas - Vince McMahon - Jerry "The King" Lawler Comentaristas en Español - Carlos Cabrera - Edd Trucco - Hugo Savinovich (como productor) Árbitros - Danny Davis - Jack Doane - Earl Hebner - Tim White | Entrevistadores - Todd Pettengill - Stephanie Wiand - Raymond Rougeau - Público del Coliseo Otros - Howard Finkel - Anunciador |